# ام‌وی کاراگل
ام‌وی کاراگل (به انگلیسی: MV Karagöl) یک کشتی است که طول آن ۱۰۵٫۵۰ متر (۳۴۶ فوت ۲ اینچ) می‌باشد. این کشتی در سال ۲۰۰۷ ساخته شد.